# Yankee Pluck
Yankee Pluck è un film muto del 1917 diretto da George Archainbaud.

## Produzione
Il film, che in origine aveva il titolo Pretty Polly Pollard, fu prodotto dalla World Film. Alcune scene furono girate a Washington.

## Distribuzione
Il copyright del film, richiesto dalla World Film Corp., fu registrato il 5 maggio 1917 con il numero LU10712.
Distribuito dalla World Film e presentato da William A. Brady, il film uscì nelle sale cinematografiche statunitensi il 21 maggio 1917.